# Cripta di Santa Marina e Cristina
La cripta di Santa Marina e Cristina, conosciuta anche come chiesa della Madonna delle Grazie, è una chiesa rupestre di Carpignano Salentino: conserva un ciclo di affreschi datato tra i più antichi della Puglia.

## Storia
La cripta venne edificata nel X secolo: l'affresco più antico è datato al 959 anche se sono stati riscoperti strati di pitture più antiche. In origine la chiesa doveva essere un luogo di sepoltura come testimoniato dalla presenza di numerose tombe sia al suo interno, riservate ai membri più abbienti della società, che all'esterno, probabilmente una vera e propria area cimiteriale. Originariamente la chiesa era dedicata a santa Cristina a cui si è aggiunto poi il culto di santa Margherita di Antiochia chiamata anche Marina e successivamente quello della Madonna delle Grazie, dovuto a delle presunte apparazioni mariane che si verificarano in zona, la prima nel 1440.
Durante il corso dei secoli ha subito numerosi rimaneggiamenti, soprattutto nel XVIII secolo, quando è stato sistemato l'aspetto esterno e l'aggiunta di un altare barocco all'interno. La cripta ha subito un ciclo di restauri nei primi anni del XXI secolo. Al suo interno si celebrano due messe all'anno: una il 6 gennaio in rito cattolico bizantino, l'altra l'8 settembre dedicata alla Madonna delle Grazie.

## Descrizione
La cripta, interamente scavata nella roccia calcarenitica, si presenta internamente preceduta da un nartece e divisa in due navate: originariamente le navate erano separate da due colonne, ma a seguito del crollo di una, ne sono state costruite tre più piccole.
Nella parete occidentale del nartece sono affrescati San Biagio, Sant'Antonio Abate e Santa Marina. L'affresco raffigurante la santa, affiancata dal drago, risale al XVIII secolo ed ha sostituito uno precedente che si era sbiadito: era infatti consuetudine delle mamme del luogo strofinare sull'immagine fazzoletti o canottiere dei proprio figli per proteggerli dalle epatiti e dall'ittero. Tuttavia a seguito di restauri è stato ritrovata una tracce di un'ala e ai piedi dell'affresco il disegno di topi: con tutta probabilità l'affresco originario riguardava l'arcangelo Michele, ma, essendo rovinato, ne è stata data una diversa interpretazione nel corso dei secoli, che ha portato a pensare fosse santa Margherita, dipinta poi nel XVIII secolo. Lungo la parete nord del nartece si trova una tomba ad arcosolio: grazie a un'iscrizione metrica in greco viene spiegata che questa venne costruita da un dignitario bizantino per accogliere i suoi resti mortali ma che invece poi è stata utilizzata per tumulare il giovane figlio chiamato con il vezzeggiativo di Stratigoulès, probabilmente deceduto tra il 1065 e il 1080. Il padre è probabilmente sepolto nei pressi della tomba del figlio. Al centro dell'arcosolio è affrescata Santa Cristina, mentre nel sotto arco Vergine con Bambino e San Nicola, ritratto nell'atto di benedire: i dipinti risalgo ad un periodo compreso tra il 1050 e il 1075. Segue poi un altare in stile barocco, aggiunto nel 1775 secolo: questo è sormontato da un ovale che poggia direttamente sul muro dov'è affrescata una immagine di Madonna con Bambino, più volte ritoccata nel corso degli anni.
Lungo la parete nord della chiesa sono affrescati San Nicola, San Vincenzo, una Madonna con Bambino, dove Maria appare avvolta in un velo rosso, San Giovanni evangelista, due immagini di Santa Cristina, una delle quali con in capo una corona, San Teodoro, raffigurato a cavallo, e altri santi non identificati: l'autore delle opere si firma con il nome di Costantino e sono state realizzate tra il 1050 e il 1055.
Su un pilastro ad ovest sono affrescati San Teodoro, San Nicola e Santa Cristina: san Teodoro si presenta con barba lunga e mantello scuro.
La parete orientale, quello dov'è posto l'altare maggiore, si trovano due absidi. Nell'abside sinistro è dipinto il cosiddetto Gruppo di Eustazio, che prende il nome dal pittore che l'ha dipinto: al centro è un Cristo in trono, probabilmente eseguito su modello di quello nell'abside destro, a destra una Madonna con il Bambino poggiato sulle gambe e raffigurato con un volto simile a quello di un adulto, e a sinistra l'arcangelo Michele, vestito con un loros e in una mano uno scettro e nell'altra il globo crucigero. L'affresco reca la data del 1020.
L'abside destro presenta il ciclo di affreschi più antico della cripta, risalente all'anno del mondo 6467, ossia il 969: vengono indicati sia i nomi dei committenti, il prete Leone e la moglie Crisolea, sia del pittore, ossia Teofilatto, tant'è che queste pitture prendono il nome di Gruppo di Teofilatto. Il tema dell'affresco è quello dell'Annunciazione, l'unico della chiesa dedicato alle storie di Gesù: al centro è posto Cristo sul trono, vestito in rosso porpora e oro, con la mano destra nell'atto di benedire e in quella sinistra regge il vangelo, a sinistra la Madonna con in mano un fuso, simbolo di verginità, e alla destra l'arcangelo Gabriele con il braccio alzato e mano benedicente.
Tra le due absidi si conservano alcune tracce di un affresco raffigurante sant'Anna con in braccio Maria da bambina; è inoltre presente una nicchia, utilizzata probabilmente per riporre pane e vino durante le celebrazioni, affrescata con una tovaglia liturgica con frange e croci scure su un fondo bianco. Tra le due absidi è inoltre posto l'altare maggiore.